# Stade du 5-Juillet-1962
Pour les articles homonymes, voir 5 juillet 1962.
Ne doit pas être confondu avec Stade du 5-Juillet-1962 (Hadjout).

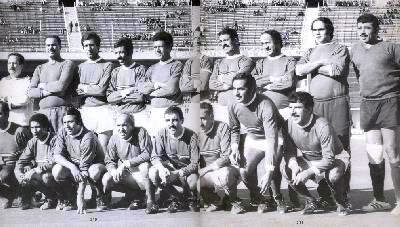
L'équipe du FLN de football à son jubilé au stade du 5-Juillet-1962 en 1974.

Le stade du 5-Juillet-1962 (en arabe : ملعب 5 جويلية 1962, en berbère : ⴰⵏⵏⴰⵔ ⵏ 5 ⵢⵓⵍⵢⵓ 1962), est un stade olympique de football et d'athlétisme situé à Alger en Algérie. Inauguré le samedi 17 juin 1972, il fait partie du complexe olympique Mohamed-Boudiaf et abrite notamment les finales de la coupe d'Algérie et les rencontres internationales de l'équipe d'Algérie de football ainsi que les grands rendez-vous d'athlétisme. Il a une capacité de 64 000 spectateurs.
Son nom fait référence à la date de la proclamation de l'indépendance de l'Algérie.

## Histoire
Inauguré en 1972 par le président algérien Houari Boumédiène, il abrite alors le premier tournoi international qui regroupe la sélection maghrébine, avec des joueurs tels qu'Allal, Filali, Bamous, Faras, Lalmas, Guedioura, Chekroun, l'AC Milan avec les Prati, Albertosi, le club brésilien de Palmeiras avec le célèbre Adémir Da Guia, le Pelé Blanc avant Zico, ainsi qu'une sélection hongroise. C'est d'ailleurs Nacer Guedioura, père de l'actuel international algérien Adlène Guedioura qui est l'auteur du premier but officiel de ce stade mythique lors de la finale de la coupe d'Algérie junior qui opposa l'USM Alger au RC Kouba et qui se solda sur le score de 1-0 pour l'USMA.

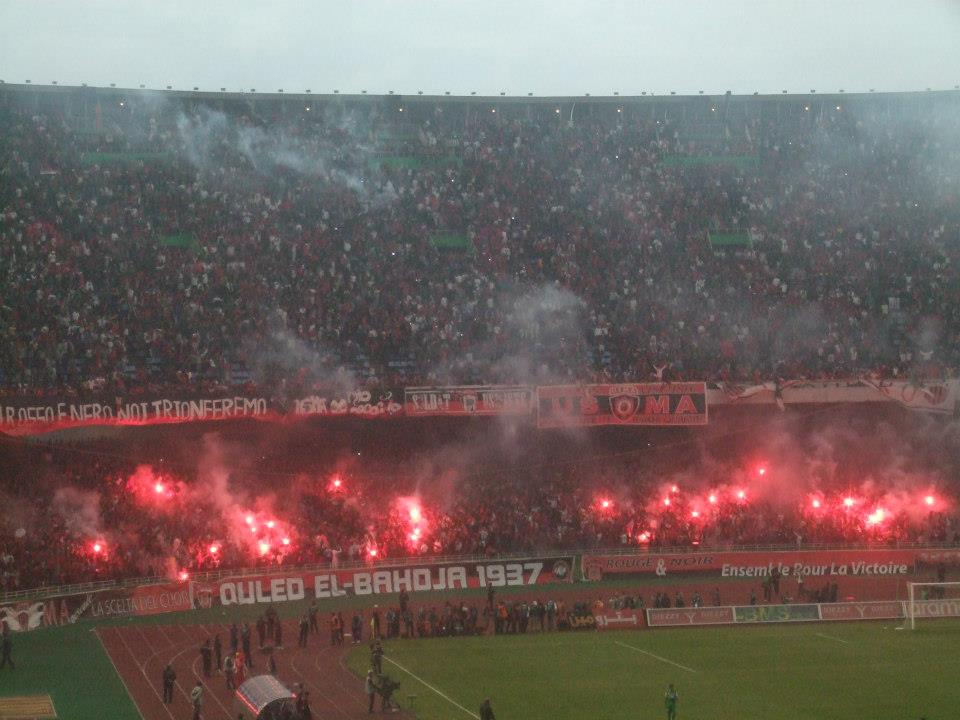
Supporteurs de l'USMA en 2013 en finale de la Coupe UAFA

## Compétitions internationales
Suivent ensuite les jeux méditerranéens qui sont organisés en 1975, le stade a alors une capacité de 85 000 places. Mais le record d'affluence est atteint en 1990, lors de la finale de la coupe d'Afrique des nations qui oppose l'Algérie et le Nigeria (1-0), avec 110 000 spectateurs.
Après une mise en conformité avec de nouvelles normes de sécurité en 1999, la capacité du stade est réduite à 80 000 places environ, et à la suite d'une nouvelle phase de rénovation en 2003 (séisme du 21 mai 2003), la capacité est encore réduite à 76 000 places.
Le 3 mars 2010, les Algériens égalent le record du nombre de spectateurs (110 000) lors du match amical Algérie - Serbie. C'est le premier match de l'équipe nationale en Algérie depuis sa qualification pour le Mondial 2010 obtenue au Soudan.

## Travaux de rénovation

### Accidents
Le 21 septembre 2013, se produit l'effondrement d'une partie des gradins du stade faisant deux morts.
En mars 2014, l'entreprise chinoise CSCEC débute l'enlèvement des 2300 dallettes formant les gradins supérieurs et procède à leur remplacement pour une livraison.
En 2023, le ministère de l'urbanisme prévoit la rénovation complète du stade afin d'augmenter sa capacité jusqu'à 85 000 places, il prévoit aussi le rajout d'une toiture couvrant les gradins. Ces rénovations rentrent dans le cadre du développement des infrastructures sportives en Algérie dans le but de pouvoir organiser des évènements sportifs internationaux.
En juin 2025, l'effondrement d'une balustrade dans les tribunes provoque la mort de cinq personnes(pour l’instant).

### Pelouse
Lors de son inauguration en 1972, le stade du 5-Juillet est doté d'une pelouse en tartan, à une époque où le football se pratique encore sur du tuf en Algérie. Un peu plus de huit ans plus tard, les autorités algériennes entreprennent de remplacer le synthétique par du gazon naturel. Le stade ferme alors pour une durée de 10 mois, de décembre 1980 jusqu'en septembre de l'année suivante. La société nationale Sonagther, chargée des travaux, sous-traite à des experts néerlandais la pose de cette nouvelle surface de jeu. Le premier match sur la pelouse naturelle se déroule le 27 septembre 1981, il oppose en amical l'équipe d'Algérie au club français du Paris Saint-Germain, qui s'impose 3-0.
Depuis son installation, le gazon du 5-Juillet est régulièrement au centre des polémiques en raison de son mauvais état, nécessitant souvent la fermeture de l'enceinte pour des rénovations. Afin de remédier à ces problèmes, la direction du stade sollicite des sociétés étrangères pour assurer le changement ou la maintenance de la pelouse. Ainsi, en 2009, la société hollandaise Queens Grass s'occupe de la pose d'une nouvelle pelouse et de la rénovation de l'infrastructure du stade. Les travaux prennent fin au mois d'août et la réouverture de l'enceinte coïncide avec la rencontre amicale Algérie-Uruguay, le 12 août 2009.
En novembre 2012, alors que le directeur du 5-Juillet assure que la pelouse est en « excellent état », le match amical entre l'Algérie et la Bosnie-Herzégovine se joue sur un terrain boueux impraticable, et ce, à l'occasion du 50e anniversaire de la Fédération algérienne de football. Cependant, la pelouse n'est pas remplacée et abrite même la finale de la coupe d'Algérie en fin de saison. En septembre 2013, le stade ferme de nouveau ses portes pour une durée de deux ans à la suite de l'effondrement d'une tribune, entraînant la mort de deux spectateurs. Une nouvelle pelouse hybride est alors semée en mars 2015 tandis que le chantier prend totalement fin le 25 avril 2015.
Le stade rouvre ses portes à l'occasion du derby USM El Harrach-NA Hussein Dey, le 10 septembre 2015. Mais, mal entretenu, le gazon se détériore encore une fois seulement une année plus tard. Cela oblige la direction du complexe à fermer l'enceinte pendant plusieurs semaines afin de permettre à la société Végétal Design d'effectuer les travaux de réfection nécessaires. Pour sa reprise de service le 4 novembre 2016, le stade olympique accueille un derby entre l'USM Alger et l'USM El Harrach.

## Événements sportifs
Parmi les manifestations sportives les plus importantes que le stade du 5 juillet a abritées, on retrouve :
- le tournoi de football inaugural de l'enceinte sportive 1972 ;
- la Coupe du Maghreb des clubs champions édition 1974 ;
- les Jeux méditerranéens d'Alger 1975 ;
- les Jeux panafricains d'Alger 1978 ;
- la Coupe d'Afrique des nations de football 1990 ;
- les Jeux panarabes d'Alger 2004 ;
- les Jeux panafricains d'Alger 2007 ;
- les Jeux africains de la jeunesse 2018 ;
- les finales des compétitions africaines de clubs des équipes algériennes engagées (JSK (1 C1 contre N'Kana Red Devils, 1 C2, 3 C3), MCA (1 C1) et NAHD (1 C2).